# Piptostigma
Genre
Piptostigma est un genre de plantes à fleurs de la famille des Annonaceae dont les espèces sont originaires d'Afrique.

## Liste d'espèces
Selon Catalogue of Life (8 septembre 2017) :
- Piptostigma calophyllum Mildbr. & Diels
- Piptostigma exellii R. E. Fr.
- Piptostigma fasciculatum (De Wild.) Boutique ex R. E. Fr.
- Piptostigma fouryi Pellegr.
- Piptostigma fugax A. Chev. ex Hutch. & Dalziel
- Piptostigma giganteum Hutch. & Dalziel
- Piptostigma glabrescens Oliv.
- Piptostigma longepilosum Engl.
- Piptostigma macranthum Mildbr. & Diels
- Piptostigma mayumbense Exell
- Piptostigma mortehani De Wild.
- Piptostigma multinervium Engl. & Diels
- Piptostigma oyemense Pellegr.
- Piptostigma pilosum Oliv.

Selon NCBI (8 septembre 2017) :
- Piptostigma calophyllum
- Piptostigma fasciculatum
- Piptostigma macranthum
- Piptostigma mortehani
- Piptostigma multinervium
- Piptostigma oyemense
- Piptostigma pilosum

Selon The Plant List (8 septembre 2017) :
- Piptostigma calophyllum Mildbr. & Diels
- Piptostigma exellii R.E.Fr.
- Piptostigma fasciculatum (De Wild.) Boutique
- Piptostigma fugax A. Chev. ex Hutch. & Dalz
- Piptostigma giganteum Hutch. & Dalziel
- Piptostigma glabrescens Oliv.
- Piptostigma mayumbense Exell
- Piptostigma mortehanii De Wild.
- Piptostigma multinervium Engl. & Diels
- Piptostigma oyemense Pellegr.
- Piptostigma pilosum Oliv.

Selon Tropicos (8 septembre 2017) (Attention liste brute contenant possiblement des synonymes) :
- Piptostigma aubrevillei Ghesquiere ex Aubr.
- Piptostigma calophyllum Mildbr. & Diels
- Piptostigma exellii (Exell) R.E. Fr.
- Piptostigma fasciculatum (De Wild.) Boutique ex R.E. Fr.
- Piptostigma fouryi Pellegr.
- Piptostigma fugax A. Chev. ex Hutch. & Dalz
- Piptostigma giganteum Hutch. & Dalziel
- Piptostigma glabrescens Oliv.
- Piptostigma goslineanum Ghogue, Sonké & Couvreur
- Piptostigma longepilosum Engl. ex Engl. & Diels
- Piptostigma macranthum Mildbr. & Diels
- Piptostigma macrophyllum Ghogue, Sonké & Couvreur
- Piptostigma mayndongtsaeanum Ghogue, Sonké & Couvreur
- Piptostigma mayumbense Exell
- Piptostigma mortehanii De Wild.
- Piptostigma multinervium Engl. & Diels
- Piptostigma oyemense Pellegr.
- Piptostigma pilosum Oliv.
- Piptostigma preussii Engl. & Diels